# Margareta Brattström
Margareta Brattström  (* 1966) ist eine schwedische Juristin. Seit 2023 ist sie Richterin am Högsta domstolen, dem Obersten Gerichtshof Schwedens.

## Leben und Wirken
Brattström studierte Rechtswissenschaften an der Universität Uppsala, wo sie 1990 ihren Abschluss machte. Ihr anschließendes Referendariat leistete sie bis 1992 am Bezirksgericht von Hedemora ab. 2004 wurde sie von der Universität Uppsala mit einer familienrechtlichen Arbeit zur Dr. iur. promoviert und war in der Folge dort als Dozentin tätig. Ab 2011 hatte sie in Uppsala einen ordentlichen Lehrstuhl für Zivilrecht inne und war von 2011 bis 2013 Vizedekanin der dortigen rechtswissenschaftlichen Fakultät. Ab 2013 war sie Leiterin des Fachbereichs Rechtswissenschaften an der Universität Uppsala. Ihre Forschungsschwerpunkte liegen im Familien-, Erb- und Mietrecht. Dabei konzentriert sie sich vor allem auf eigentumsrechtliche Fragen zwischen Ehegatten und sonstigen Mitbewohnern, insbesondere im Hinblick auf neue Familienformen.
2023 wurde Brattström zur Richterin am Högsta domstolen ernannt.